# 主教座堂广场 (哈瓦那)

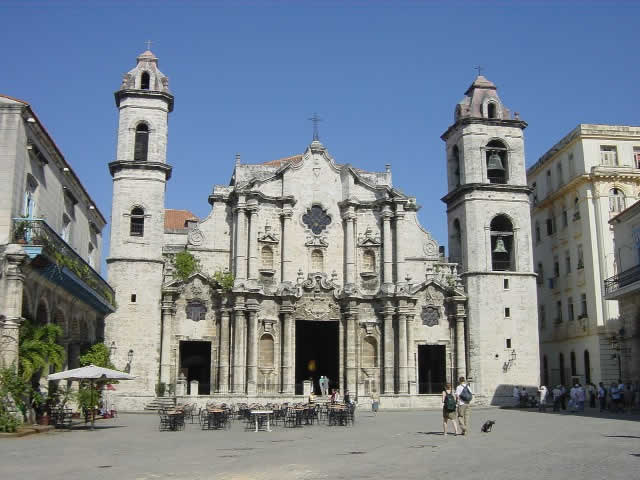
哈瓦那主教座堂广场

主教座堂广场（西班牙语：Plaza de la Catedral)是哈瓦那旧城的5个主要广场之一，得名于广场上的哈瓦那主教座堂。此处最初是一个沼泽，后来排干，作为海军船坞。1727年兴建主教座堂后，一些宏伟的豪宅在此修建。该广场也是殖民艺术博物馆（Museo del Arte Colonial）和许多餐馆的所在地。
Conde Lombillo宫是广场上的一座建筑，前方有一尊弗拉门戈舞蹈家安東尼奧·佳德斯的雕塑。